# Aaron Yates
Aaron Yates (Columbus, Georgia, 13 december 1973) is een Amerikaans motorcoureur.

## Carrière
Yates werd in 1996 kampioen in de 750 Supersport-klasse van het Amerikaans kampioenschap wegrace. In 1997 debuteerde hij in het wereldkampioenschap superbike op een Suzuki, waarin hij deelnam aan zijn thuisrace op Laguna Seca. In de eerste race viel hij uit, maar in de tweede race werd hij elfde. In 1998 werd hij vijfde in het Amerikaans kampioenschap superbike met twee zeges en nam hij opnieuw deel aan het WK superbike-weekend op Laguna Seca op een Suzuki, waarin hij ditmaal in de eerste race twaalfde werd en in de tweede race niet wist te finishen. Tussen 1999 en 2001 nam hij enkel deel aan het Amerikaans kampioenschap superbike, waarin hij achtereenvolgens achtste, derde en dertiende in het klassement werd.
In 2002 werd Yates vijfde in het Amerikaans kampioenschap superbike. Tevens maakte hij dat jaar zijn terugkeer in het WK superbike, waarin hij wederom op een Suzuki deelnam aan zijn thuisrace op Laguna Seca. Hij behaalde een zevende en een achtste plaats in de races. In 2003 won hij drie races in het Amerikaans kampioenschap superbike, waardoor hij achter Mat Mladin tweede werd in de eindstand. Dat jaar had hij tevens zijn laatste gastoptreden in het WK superbike op Laguna Seca, waarin hij in de eerste race zesde werd, maar in de tweede race niet wist te scoren.
In 2004 nam Yates deel aan het Amerikaans kampioenschap superbike, waarin hij zesde werd met vijf podiumplaatsen, en het Amerikaans kampioenschap Supersport, waarin hij vijftiende werd. In 2005 won hij een race in de superbike-klasse en werd hij achter Mladin, Ben Spies en Eric Bostrom vierde in het kampioenschap. Daarnaast debuteerde hij dat jaar in het Amerikaans kampioenschap Superstock, waarin hij met vijf overwinningen tot kampioen werd gekroond. In 2006 nam hij opnieuw deel aan vijfde klassen, met vier podiumplaatsen en een vierde plaats in de eindstand in de superbike en twee overwinningen en een tweede plaats in de eindstand in de Superstock. In 2007 werd hij vierde in de superbike met drie podia en derde in de Superstock met een zege. In 2008 behaalde hij slechts een podiumplaats in de superbike, waardoor hij negende werd. In de Superstock wist hij echter vijf races te winnen, waardoor hij gekroond werd tot kampioen in de klasse.
In 2009 reed Yates enkel in het Amerikaans kampioenschap superbike, waarin hij zes podiumplaatsen behaalde. Met 290 punten werd hij zevende in de eindstand. In 2010 reed hij slechts drie races, maar behaalde hij wel een podiumplaats op de Auto Club Speedway. In 2011 reed hij geen races, maar in 2012 reed hij wederom drie races in het Amerikaans kampioenschap superbike. Tevens debuteerde hij dat jaar in de MotoGP-klasse van het wereldkampioenschap wegrace op een BCL als wildcardcoureur tijdens de Grand Prix van Indianapolis, waarin hij zestiende werd.
In 2013 reed Yates in het Amerikaans kampioenschap superbike op een EBR, waarin een vijfde plaats in de seizoensfinale op Laguna Seca zijn beste resultaat was. Met 162 punten werd hij achtste in het klassement. In 2014 reed hij een volledig seizoen in het WK superbike op EBR. Hij wist geen kampioenschapspunten te scoren en drie zestiende plaatsen op Sepang, Portimão en Jerez waren zijn beste resultaten. Na dit jaar nam hij afscheid van de motorsport.